# 托普利切尼鄉
45°24′0″N 27°0′40″E / 45.40000°N 27.01111°E
托普利切尼鄉（羅馬尼亞語：Comuna Topliceni, Buzău），是羅馬尼亞的鄉份，位於該國東南部，由布澤烏縣負責管轄，面積67平方公里，海拔高度150米，2007年人口4,439，人口密度每平方公里66人。